# ژیرایر (نام کوچک)
ژیرایر (به ارمنی: Ժիրայր) نام کوچک مردانه رایج در میان ارمنیان می‌باشد و ممکن است به یکی از موارد زیر اشاره داشته باشد:
- ژیرایر آنانیان، نمایش‌نامه‌نویس
- ژیرایر آودیسیان (کارگردان)
- ژیرایر اوهانیان چاکیر، شطرنج‌باز و مربی شطرنج
- ژیرایر بوغوسیان، فرد نظامی
- ژیرایر زورتیان
- ژیرایر سفیلیان، فرد نظامی و فعال سیاسی
- ژیرایر لیباریدیان
- ژیرایر هونانیان
- ژیرایر هوهانیسیان، کشتی‌گیر